# Домаћа црква
Домаћа црква, или понекад богомоља, место је за молитву у кући верника.

## Православље
У працрквама првих векова места богослужења су била у кућама верника. Ова пракса је настављена, посебно у православној цркви. Испред породичне иконе укућани читају дневне молитве, а такође врше и обреде, специфичне за дате околности.
На великом имању, то није неуобичајено, већ се праве приватне капеле. У малом стану постоји најмање један кивот за иконе (код руса: красный уголок, са значењем „леп кутак”). Код срба је то славска икона. Ако је могуће, свештеник посети једном годишње домове верника, да изврши благослов и сече се славски колач.
На православном венчању, обред крунисања и предаја иконе чине акт оснивања породичње цркве..

### Грчка
У Грчкој, може се видети да су многи власници имају изграђене домаће капеле на свом поседу.

### Србија
У Српској православној цркви, свака породица има своју крсну славу, односно свеца заштитника. Ова традиција је била призната од стране Унеска као Нематеријално културно наслеђе човечанства.

### Русија
У Русији, породица се окупља пред малим иконостасом, који се састоји од једне или више икона, пред којима стоји кандило. До 1917. године, неки од чланова аристократије су имали праве, потпуно опремљене цркве на њиховим имањима.

### Православна дијаспора
У земљи у којој су православни присутни као мањина, појам „домаћа црква” може да игра важну улогу. Она може да служи не само једној породици, већ може да буде место сусрета неколико породица. То су потенцијалне клице нових парохија у дијаспори. У Француској се понекад читави станови претварају у православне цркве.

## Друге хришћанске деноминације
У католицизму је такође позната употреба кућне ораторије и капеле, мада је употреба строго регулисана канонским правом.
Код протестаната се подстиче домађи култ. У доба прогона то је била јединствена богомоља, у одсуству храма.

## Ислам
Пракса свакодневне молитве је један од стубова ислама. Она је често практикује код куће користећи ћилим за молитву, иако имам препоручују  да мушкарци практикују молитву у џамији.

## Јудаизам
После разарања храма у 70. години, породични дом је често био једино место богослужења јевреја. Обред шабата или пасхе се врши око породичног стола. Сви рабини препоручују својим следбеницима да посећују синагогу.

## Будизам
Статуе Буде су веома распрострањене у будизму. Место за медитације може да буде у слично ораторијуму.

## Хиндуизам
Понуде се достављају кипу или слици божанстава